# ساتوشي يامازاكي
ساتوشي يامازاكي (باليابانية: 山崎敏؛ بالكانا: やまざき さとし) هو لاعب كرة قاعدة ياباني، ولد في 8 أبريل 1981 في غونما في اليابان.

## وصلات خارجية
- ساتوشي يامازاكي على موقع الدوري الياباني لكرة القاعدة (الإنجليزية)
- ساتوشي يامازاكي على موقعبيزبول رفرنس.كوم (الدوري الثانوي) (الإنجليزية)